# Johnius borneensis
Johnius borneensis és una espècie de peix de la família dels esciènids i de l'ordre dels perciformes.

## Morfologia
- Els mascles poden assolir 34,8 cm de longitud total.[4][5]

## Alimentació
Els exemplars immadurs prefereixen menjar crustacis, mentre que els adults es nodreixen de peixos.

## Hàbitat
És un peix de clima tropical (30°N-36°S, 32°E-155°E) i bentopelàgic que viu entre 0-132 m de fondària.

## Distribució geogràfica
Es troba des del Golf Pèrsic fins al sud de la Xina, Taiwan, Nova Guinea i el nord i el nord-est d'Austràlia.

## Ús comercial
Es comercialitza fresc i en salaó.

## Observacions
És inofensiu per als humans.